# Robbins (Karolina Północna)
Robbins – miasto w Stanach Zjednoczonych, w stanie Karolina Północna, w hrabstwie Moore.